# Heliosfera
- Acima: Diagrama da heliosfera conforme ela viaja pelo meio interestelar:  1. Camada de hélio: a região externa da heliosfera; o vento solar é comprimido e turbulento
  2. Heliopausa: a fronteira entre o vento solar e o vento interestelar onde eles estão em equilíbrio.
- Meio: água correndo para uma pia como uma analogia para a heliosfera e suas diferentes zonas (à esquerda) e a sonda Voyager medindo uma gota de partículas de alta energia do vento solar no choque de terminação (à direita)
- Abaixo: escala logarítmica do Sistema Solar e a posição da Voyager 1. Gliese 445 na extrema direita, a título de contraste, está aproximadamente 10.000 vezes mais longe do Sol do que a Voyager.

A heliosfera é a magnetosfera, astrosfera e a camada atmosférica mais externa do Sol. Ele assume a forma de uma vasta região do espaço em forma de bolha. Em termos de física de plasma, é a cavidade formada pelo Sol no meio interestelar circundante. A "bolha" da heliosfera é continuamente "inflada" pelo plasma proveniente do Sol, conhecido como vento solar. Fora da heliosfera, esse plasma solar dá lugar ao plasma interestelar que permeia a Via Láctea. Como parte do campo magnético interplanetário, a heliosfera protege o Sistema Solar de quantidades significativas de radiação cósmica ionizante; raios gama não carregados são, no entanto, não afetados. Seu nome provavelmente foi cunhado por Alexander J. Dessler, que é creditado com o primeiro uso da palavra na literatura científica em 1967. O estudo científico da heliosfera é a heliofísica, que inclui o clima espacial
Fluindo desimpedido através do Sistema Solar por bilhões de quilômetros, o vento solar se estende muito além da região de Plutão, até encontrar o "choque de terminação", onde seu movimento diminui abruptamente devido à pressão externa do meio interestelar. A "camada de hélio" é uma ampla região de transição entre o choque de terminação e a borda externa da heliosfera, a "heliopausa". A forma geral da heliosfera se assemelha à de um cometa; sendo aproximadamente esférico de um lado, com uma longa cauda oposta, conhecida como "cauda de hélio".
Duas sondas do Programa Voyager exploraram os confins da heliosfera, passando pelo choque de terminação e pela camada de hélio. A Voyager 1 encontrou a heliopausa em 25 de agosto de 2012, quando a sonda mediu um aumento súbito de quarenta vezes na densidade do plasma. A Voyager 2 atravessou a heliopausa em 5 de novembro de 2018. Como a heliopausa marca a fronteira entre a matéria originária do Sol e a matéria originária do resto da galáxia, as sondas que partem da heliosfera (como as duas Voyagers) estão no espaço interestelar.

## Estrutura

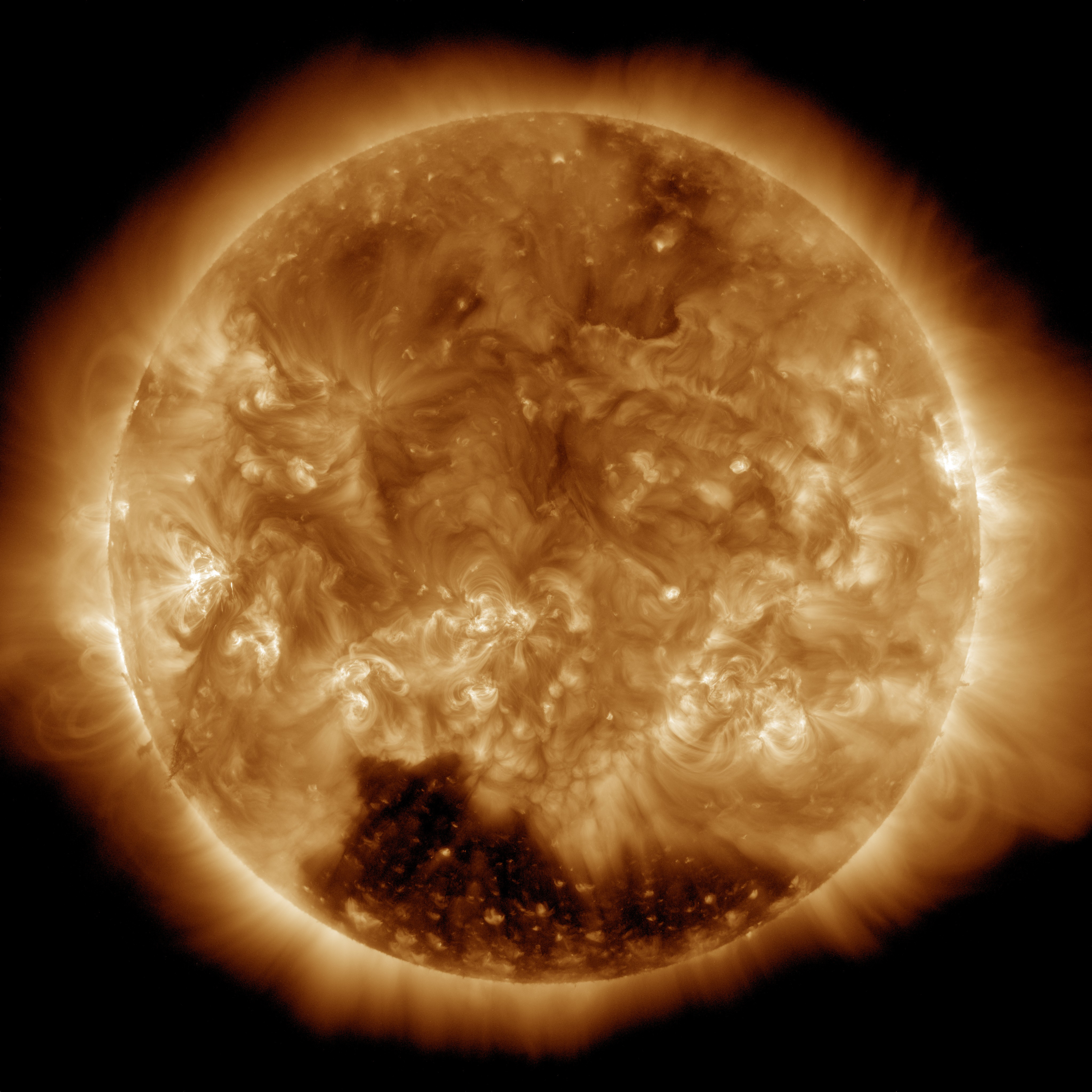
O Sol fotografado em um comprimento de onda de 19.3 nanômetros (ultravioleta)

Apesar do nome, a forma da heliosfera não é uma esfera perfeita. Sua forma é determinada por três fatores: o meio interestelar (ISM), vento solar e o movimento geral do Sol e da heliosfera ao passar pelo ISM. Como o vento solar e o ISM são fluidos, a forma e o tamanho da heliosfera também são fluidos. Mudanças no vento solar, no entanto, alteram mais fortemente a posição flutuante dos limites em escalas de tempo curtas (horas a alguns anos). A pressão do vento solar varia muito mais rapidamente do que a pressão externa do ISM em qualquer local. Em particular, acredita-se que o efeito do ciclo solar de 11 anos, que vê um máximo e um mínimo distintos de atividade do vento solar, seja significativo.
Em uma escala mais ampla, o movimento da heliosfera através do meio fluido do ISM resulta em uma forma geral semelhante a um cometa. O plasma do vento solar que está se movendo aproximadamente "a montante" (na mesma direção do movimento do Sol através da galáxia) é comprimido em uma forma quase esférica, enquanto o plasma se movendo "a jusante" (oposto ao movimento do Sol) flui por um distância muito maior antes de dar lugar ao ISM, definindo a forma longa e rasteira da cauda de hélio.
Os dados limitados disponíveis e a natureza inexplorada dessas estruturas resultaram em muitas teorias quanto à sua forma. Em 2020, Merav Opher liderou a equipe de pesquisadores que determinou que a forma da heliosfera é um crescente que pode ser descrito como um croissant murcho.

### Vento solar
O vento solar consiste em partículas (átomos ionizados da coroa solar) e campos como o campo magnético que são produzidos a partir do Sol e fluem para o espaço. Como o Sol gira aproximadamente uma vez a cada 25 dias, o campo magnético heliosférico transportado pelo vento solar é enrolado em uma espiral. O vento solar afeta muitos outros sistemas do Sistema Solar; por exemplo, variações no próprio campo magnético do Sol são levadas para fora pelo vento solar, produzindo tempestades geomagnéticas na magnetosfera da Terra.

### Corrente heliosférica difusa

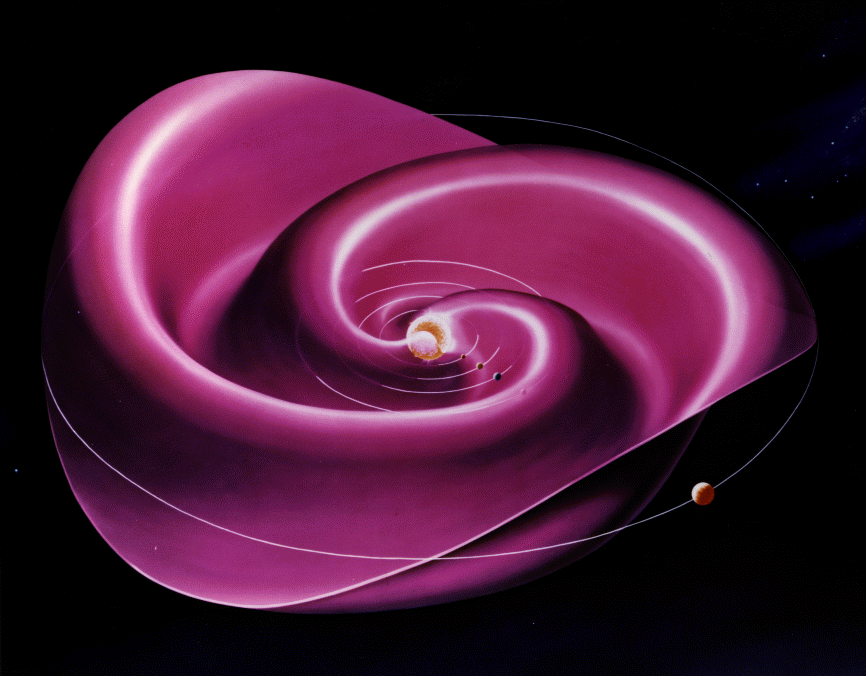
A corrente heliosférica sai da órbita de Júpiter

A corrente heliosférica difusa é uma ondulação na heliosfera criada pelo campo magnético rotativo do Sol. Ele marca o limite entre as regiões do campo magnético heliosférico de polaridade oposta. Estendendo-se por toda a heliosfera, a corrente heliosférica difusa pode ser considerada a maior estrutura do Sistema Solar e diz-se que se assemelha a uma "saia de bailarina".

## Estrutura da borda
A estrutura externa da heliosfera é determinada pelas interações entre o vento solar e os ventos do espaço interestelar. O vento solar se afasta do Sol em todas as direções a velocidades de várias centenas de km/s nas proximidades da Terra. A alguma distância do Sol, bem além da órbita de Netuno, esse vento supersônico deve desacelerar para encontrar os gases no meio interestelar. Isso ocorre em várias etapas:
- O vento solar está viajando em velocidades supersônicas dentro do Sistema Solar. No choque de terminação, uma onda de choque estacionária, o vento solar cai abaixo da velocidade do som e se torna subsônico.
- Anteriormente, pensava-se que, uma vez subsônico, o vento solar seria moldado pelo fluxo ambiente do meio interestelar, formando um nariz rombudo de um lado e uma heliocauda semelhante a um cometa atrás, uma região chamada camada de hélio. No entanto, observações em 2009 mostraram que esse modelo está incorreto.[12][13] A partir de 2011, acredita-se que seja preenchido com uma bolha magnética "espuma".[14]
- A superfície externa da camada de hélio, onde a heliosfera encontra o meio interestelar, é chamada de heliopausa. Esta é a borda de toda a heliosfera. Observações em 2009 levaram a mudanças neste modelo.[12][13]
- Em teoria, a heliopausa causa turbulência no meio interestelar à medida que o Sol orbita o Centro Galáctico. Fora da heliopausa, haveria uma região turbulenta causada pela pressão do avanço da heliopausa contra o meio interestelar. No entanto, a velocidade do vento solar em relação ao meio interestelar é provavelmente muito baixa para um arco em choque.[15]

### Choque de terminação

Uma analogia de "choque de terminação" da água em uma pia

O choque de terminação é o ponto na heliosfera onde o vento solar desacelera para velocidade subsônica (em relação ao Sol) por causa das interações com o meio interestelar local. Isso causa compressão, aquecimento e uma mudança no campo magnético. No Sistema Solar, acredita-se que o choque de terminação seja de 75 a 90 unidades astronômicas (UA) do Sol. Em 2004, a Voyager 1 cruzou o choque de terminação do Sol, seguida pela Voyager 2 em 2007.
O choque surge porque as partículas do vento solar são emitidas do Sol a cerca de 400 km/s, enquanto a velocidade do som (no meio interestelar) é de cerca de 100 km/s. (A velocidade exata depende da densidade, que varia consideravelmente. Para comparação, a Terra orbita o Sol a cerca de 30 km/s, a Estação Espacial Internacional orbita a Terra a cerca de 7.7 km/s, os aviões voam sobre o solo a cerca de 0.2 a 0.3 km/s, um carro em uma rodovia típica de acesso limitado atinge cerca de 0.03 km/s, e os humanos caminham em torno de 0.001 km/s.) O meio interestelar, embora de densidade muito baixa, tem uma pressão relativamente constante associada a ele; a pressão do vento solar diminui com o quadrado da distância do Sol. À medida que alguém se afasta o suficiente do Sol, a pressão do vento solar cai para onde não pode mais manter o fluxo supersônico contra a pressão do meio interestelar, ponto em que o vento solar diminui abaixo da velocidade do som, causando um onda de choque. Mais longe do Sol, o choque de terminação é seguido pela heliopausa, onde as duas pressões se igualam e as partículas do vento solar são detidas pelo meio interestelar.
Outros choques de terminação podem ser vistos em sistemas terrestres; talvez o mais fácil possa ser visto simplesmente abrindo uma torneira de água em uma pia, criando um salto hidráulico. Ao atingir o fundo da pia, a água que flui se espalha a uma velocidade superior à velocidade da onda local, formando um disco de fluxo raso e rapidamente divergente (análogo ao tênue vento solar supersônico). Ao redor da periferia do disco, forma-se uma frente de choque ou parede de água; fora da frente de choque, a água se move mais devagar que a velocidade da onda local (análoga ao meio interestelar subsônico).
Evidências apresentadas em uma reunião da União Geofísica Americana em maio de 2005 por Ed Stone sugerem que a sonda Voyager 1 passou pelo choque de terminação em dezembro de 2004, quando estava a cerca de 94 UA do Sol, em virtude da mudança nas leituras magnéticas obtidas de o ofício. Em contraste, a Voyager 2 começou a detectar partículas que retornavam quando estava a apenas 76 UA do Sol, em maio de 2006. Isso implica que a heliosfera pode ter uma forma irregular, protuberante no hemisfério norte do Sol e empurrada para dentro no sul.

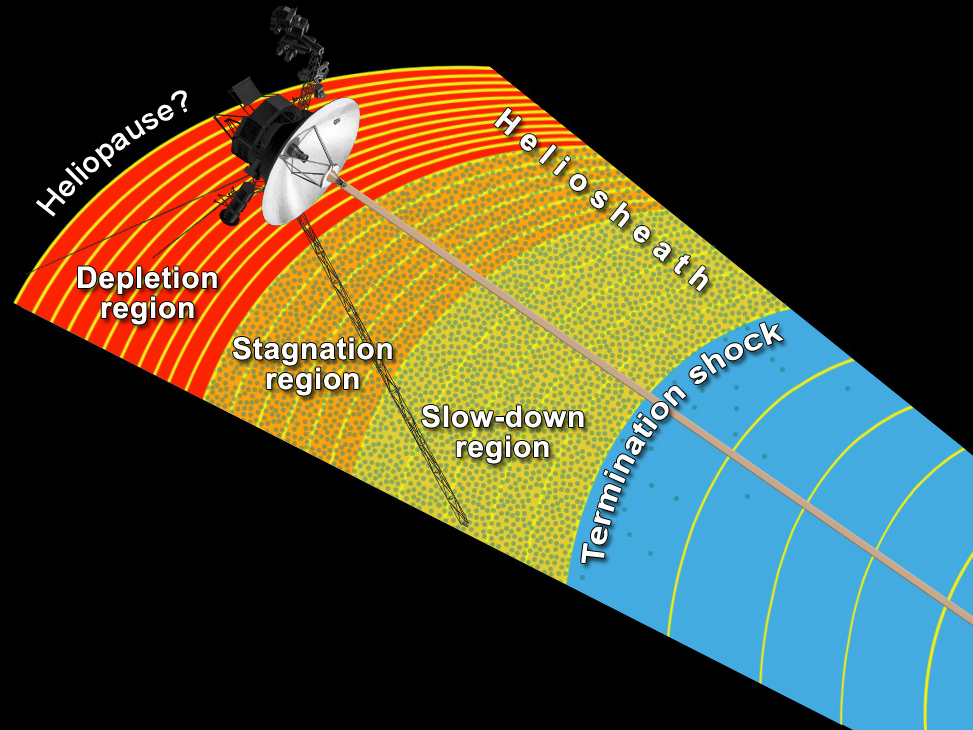
Ilustração da heliosfera lançada em 28 de junho de 2013, que incorpora os resultados da sonda Voyager. A camada de hélio está entre o choque de terminação e a heliopausa.

### Camada de hélio
A camada de hélio é a região da heliosfera além do choque de terminação. Aqui o vento é retardado, comprimido e tornado turbulento por sua interação com o meio interestelar. Em seu ponto mais próximo, a borda interna da camada de hélio fica a aproximadamente 80 a 100 UA do Sol. Um modelo proposto levanta a hipótese de que a camada de hélio tem a forma da coma de um cometa e percorre várias vezes essa distância na direção oposta ao caminho do Sol no espaço. A seu lado do vento, sua espessura é estimada entre 10 e 100 UA. Os cientistas do projeto Voyager determinaram que a camada de hélio não é "lisa", é uma "zona espumosa" cheia de bolhas magnéticas, cada uma com cerca de 1 UA de largura. Essas bolhas magnéticas são criadas pelo impacto do vento solar e do meio interestelar. A Voyager 1 e a Voyager 2 começaram a detectar evidências das bolhas em 2007 e 2008, respectivamente. As bolhas provavelmente em forma de salsicha são formadas pela reconexão magnética entre setores do campo magnético solar com orientação oposta à medida que o vento solar diminui. Eles provavelmente representam estruturas independentes que se destacaram do campo magnético interplanetário.
A uma distância de cerca de 113 UA, a Voyager 1 detectou uma 'região de estagnação' dentro da camada de hélio. Nesta região, o vento solar diminuiu para zero, a intensidade do campo magnético dobrou e os elétrons de alta energia da galáxia aumentaram 100 vezes. Por volta de 122 UA, a sonda entrou em uma nova região que os cientistas do projeto Voyager chamaram de "rodovia magnética", uma área ainda sob a influência do Sol, mas com algumas diferenças dramáticas.

### Heliopausa
A heliopausa é o limite teórico onde o vento solar do Sol é interrompido pelo meio interestelar; onde a força do vento solar não é mais grande o suficiente para repelir os ventos estelares das estrelas circundantes. Este é o limite onde as pressões do meio interestelar e do vento solar se equilibram. A travessia da heliopausa deve ser sinalizada por uma queda acentuada na temperatura das partículas carregadas pelo vento solar, uma mudança na direção do campo magnético e um aumento no número de raios cósmicos galácticos.
Em maio de 2012, a Voyager 1 detectou um rápido aumento desses raios cósmicos (um aumento de 9% em um mês, seguindo um aumento mais gradual de 25% de janeiro de 2009 a janeiro de 2012), sugerindo que estava se aproximando da heliopausa. Entre o final de agosto e o início de setembro de 2012, a Voyager 1 testemunhou uma queda acentuada nos prótons do sol, de 25 partículas por segundo no final de agosto para cerca de 2 partículas por segundo no início de outubro. Em setembro de 2013, a NASA anunciou que a Voyager 1 havia cruzado a heliopausa em 25 de agosto de 2012. Isso estava a uma distância de 121 UA do Sol. Ao contrário das previsões, os dados da Voyager 1 indicam que o campo magnético da galáxia está alinhado com o campo magnético solar.
Em 5 de novembro de 2018, a sonda Voyager 2 detectou uma diminuição repentina no fluxo de íons de baixa energia. Ao mesmo tempo, o nível de raios cósmicos aumentou. Isso demonstrou que a sonda cruzou a heliopausa a uma distância de 119 UA do Sol. Ao contrário da Voyager 1, a sonda Voyager 2 não detectou tubos de fluxo interestelar ao cruzar a heliosfera.
A NASA coletou dados da heliopausa durante a missão SHIELDS em 2021.

### Cauda de hélio
A cauda de hélio é a cauda da heliosfera e, portanto, a cauda do Sistema Solar. Pode ser comparado à cauda de um cometa (no entanto, a cauda de um cometa não se estende para trás enquanto se move; está sempre apontando para longe do Sol). A cauda é uma região onde o vento solar do Sol desacelera e finalmente escapa da heliosfera, evaporando lentamente devido à troca de carga. A forma da cauda de hélio (recém-descoberta pelo Interstellar Boundary Explorer – IBEX) da NASA, é a de um trevo de quatro folhas. As partículas na cauda não brilham, portanto não podem ser vistas com instrumentos ópticos convencionais. O IBEX fez as primeiras observações da cauda de hélio medindo a energia de "átomos neutros energéticos", partículas neutras criadas por colisões na zona de fronteira do Sistema Solar.
A cauda mostrou conter partículas rápidas e lentas; as partículas lentas estão ao lado e as partículas rápidas são englobadas no centro. A forma da cauda pode ser ligada ao Sol enviando ventos solares rápidos perto de seus pólos e ventos solares lentos perto de seu equador mais recentemente. A cauda em forma de trevo se afasta do Sol, o que faz com que as partículas carregadas comecem a se transformar em uma nova orientação.
Os dados da Cassini e do IBEX desafiaram a teoria da "cauda de hélio" em 2009. Em julho de 2013, os resultados do IBEX revelaram uma cauda de 4 lóbulos na heliosfera do Sistema Solar.

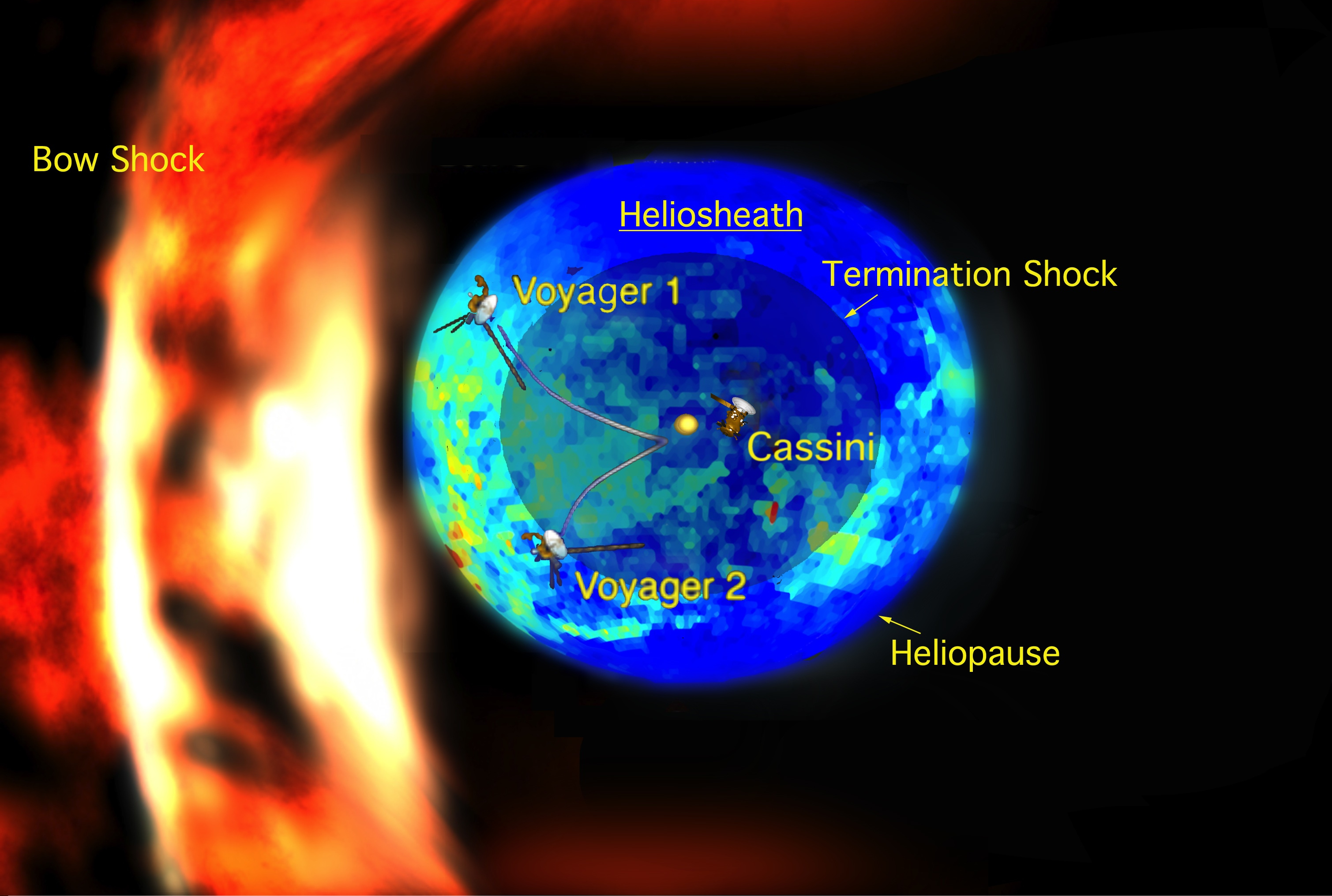
A heliosfera em forma de bolha movendo-se através do meio interestelar

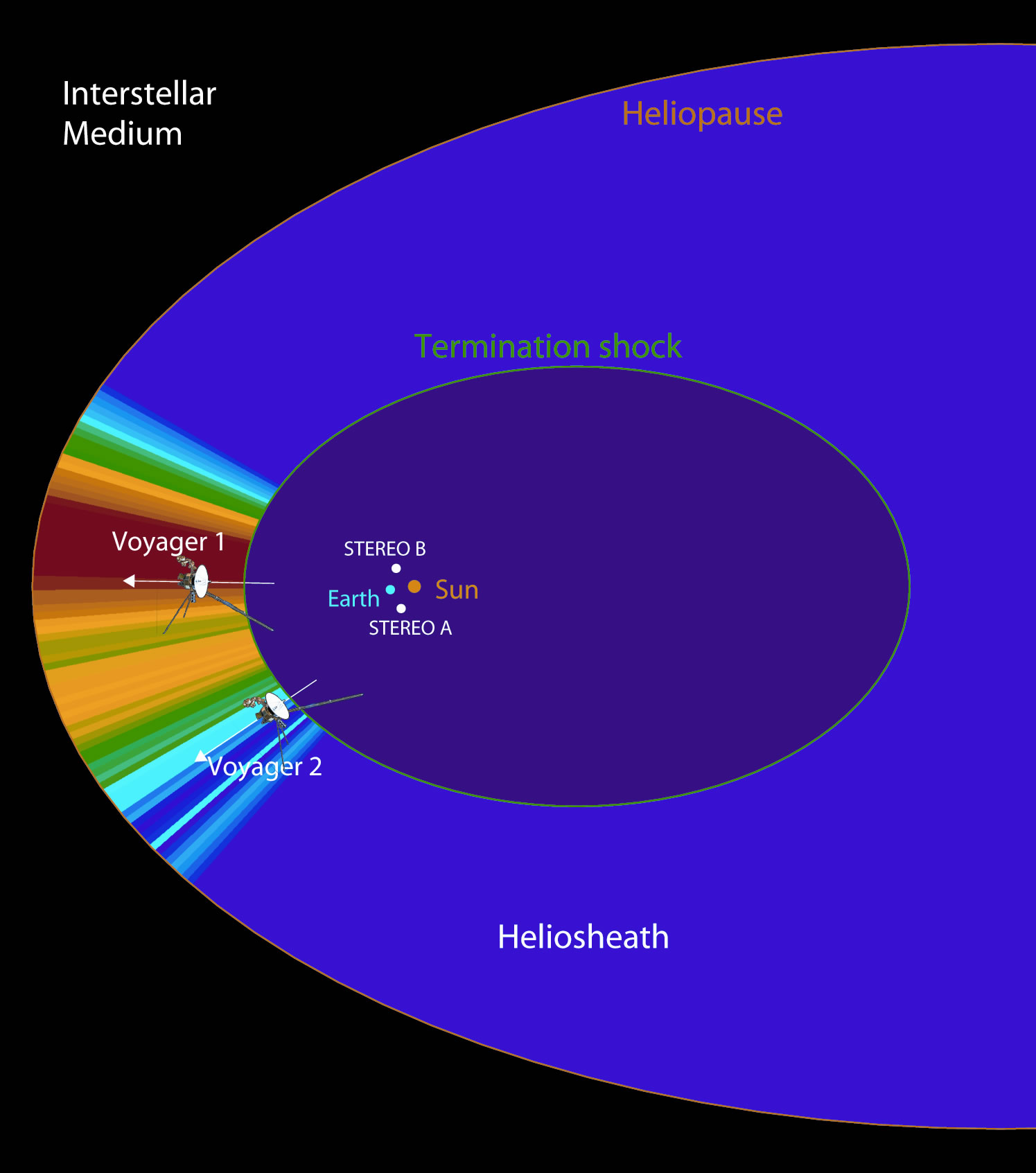
A detecção de ENA é mais concentrada em uma direção

## Estruturas externas

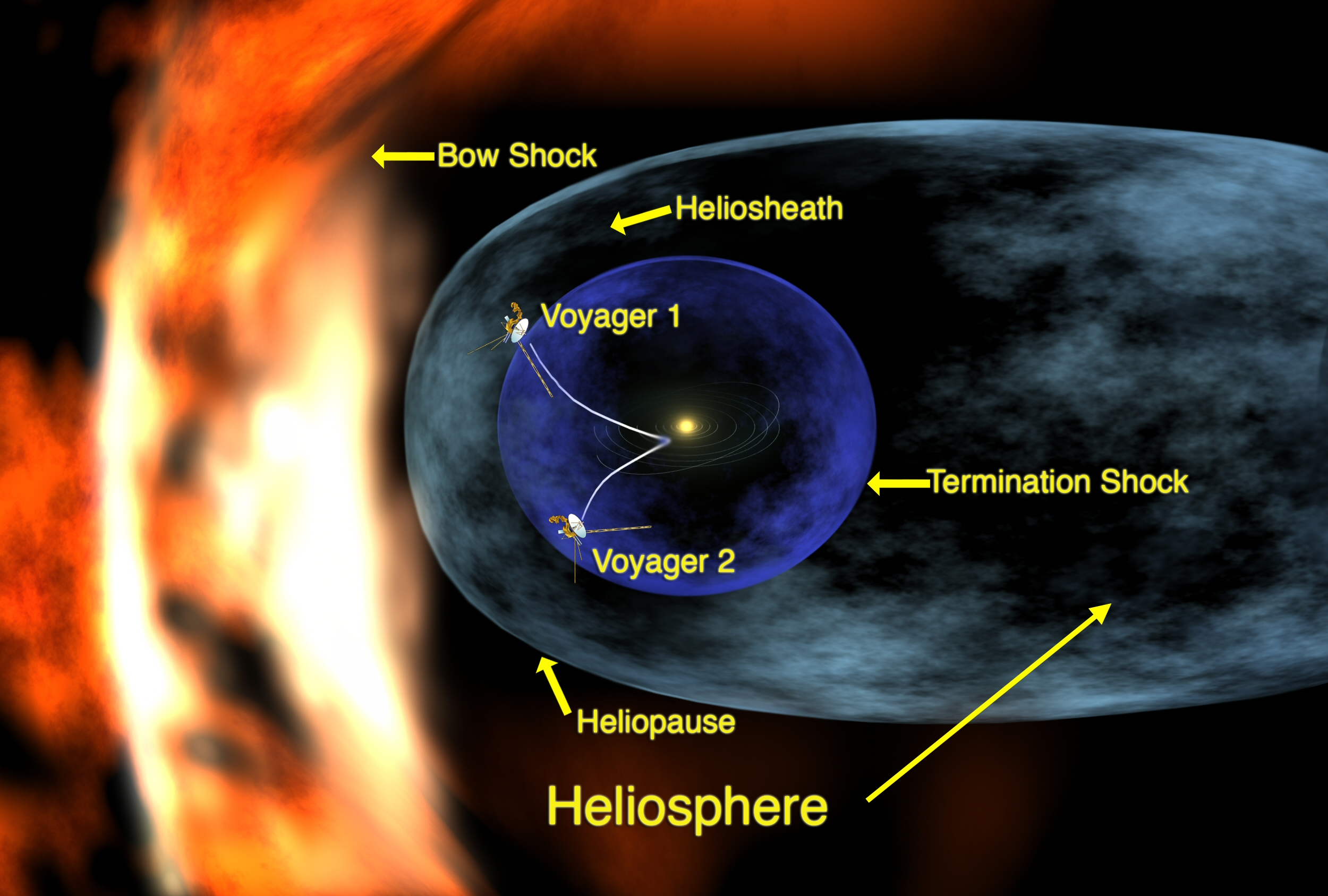
Voyager 1 entrando na heliosfera.

A heliopausa é o limite final conhecido entre a heliosfera e o espaço interestelar que é preenchido com material, especialmente plasma, não da própria estrela da Terra, o Sol, mas de outras estrelas. Mesmo assim, fora da heliosfera (ou seja, a "bolha solar") existe uma região de transição, detectada pela Voyager 1. Assim como alguma pressão interestelar foi detectada em 2004, parte do material do Sol se infiltra no meio interestelar. Acredita-se que a heliosfera resida na Nuvem Interestelar Local dentro da Bolha Local, que é uma região no Braço de Órion da Via Láctea.
Fora da heliosfera, há um aumento de quarenta vezes na densidade do plasma. Há também uma redução radical na detecção de certos tipos de partículas do Sol e um grande aumento dos raios cósmicos galácticos.
O fluxo do meio interestelar (ISM) para a heliosfera foi medido por pelo menos 11 sondas espaciais diferentes a partir de 2013. Em 2013, suspeitava-se que a direção do fluxo havia mudado ao longo do tempo. O fluxo, vindo da perspectiva da Terra a partir da constelação de Scorpius, provavelmente mudou de direção em vários graus desde a década de 1970.

### Muralha de hidrogênio
Prevista para ser uma região de hidrogênio quente, uma estrutura chamada "muralha de hidrogênio" pode estar entre o choque em arco e a heliopausa. A muralha é composta de material interestelar interagindo com a borda da heliosfera. Um artigo lançado em 2013 estudou o conceito de onda de proa e muralha de hidrogênio.
Outra hipótese sugere que a heliopausa poderia ser menor no lado do Sistema Solar voltado para o movimento orbital do Sol através da galáxia. Também pode variar dependendo da velocidade atual do vento solar e da densidade local do meio interestelar. Sabe-se que fica bem longe da órbita de Netuno. A missão das sondas Voyager 1 e Voyager 2 é encontrar e estudar o choque de terminação, camada de hélio e a heliopausa. Enquanto isso, a missão IBEX está tentando obter imagens da heliopausa da órbita da Terra dentro de dois anos de seu lançamento em 2008. Os resultados iniciais (outubro de 2009) do IBEX sugerem que as suposições anteriores são insuficientemente conscientes das verdadeiras complexidades da heliopausa.
Em agosto de 2018, estudos de longo prazo sobre a muralha de hidrogênio pela sonda New Horizons confirmaram os resultados detectados pela primeira vez em 1992 pelas duas sondas Voyager. Embora o hidrogênio seja detectado por luz ultravioleta extra (que pode vir de outra fonte), a detecção da New Horizons corrobora as detecções anteriores da Voyager em um nível muito mais alto de sensibilidade.

### Choque em arco
Durante muito tempo foi levantada a hipótese de que o Sol produz uma "onda de choque" em suas viagens dentro do meio interestelar. Isso ocorreria se o meio interestelar estivesse se movendo supersonicamente "em direção" ao Sol, já que seu vento solar se move "para longe" do Sol supersonicamente. Quando o vento interestelar atinge a heliosfera, ele desacelera e cria uma região de turbulência. Um choque em arco foi pensado para possivelmente ocorrer em cerca de 230 UA, mas em 2012 foi determinado que provavelmente não existe. Esta conclusão resultou de novas medições: A velocidade do LISM (meio interestelar local) em relação ao Sol foi previamente medida em 26.3 km/s por Ulysses, enquanto o IBEX a mediu em 23.2 km/s.
Este fenômeno foi observado fora do Sistema Solar, em torno de outras estrelas além do Sol, pelo agora aposentado telescópio orbital GALEX da NASA. Foi demonstrado que a estrela gigante vermelha Mira, na constelação de Cetus, tem uma cauda de detritos ejetados da estrela e um choque distinto na direção de seu movimento pelo espaço (a mais de 130 km/s).

## Métodos de observação

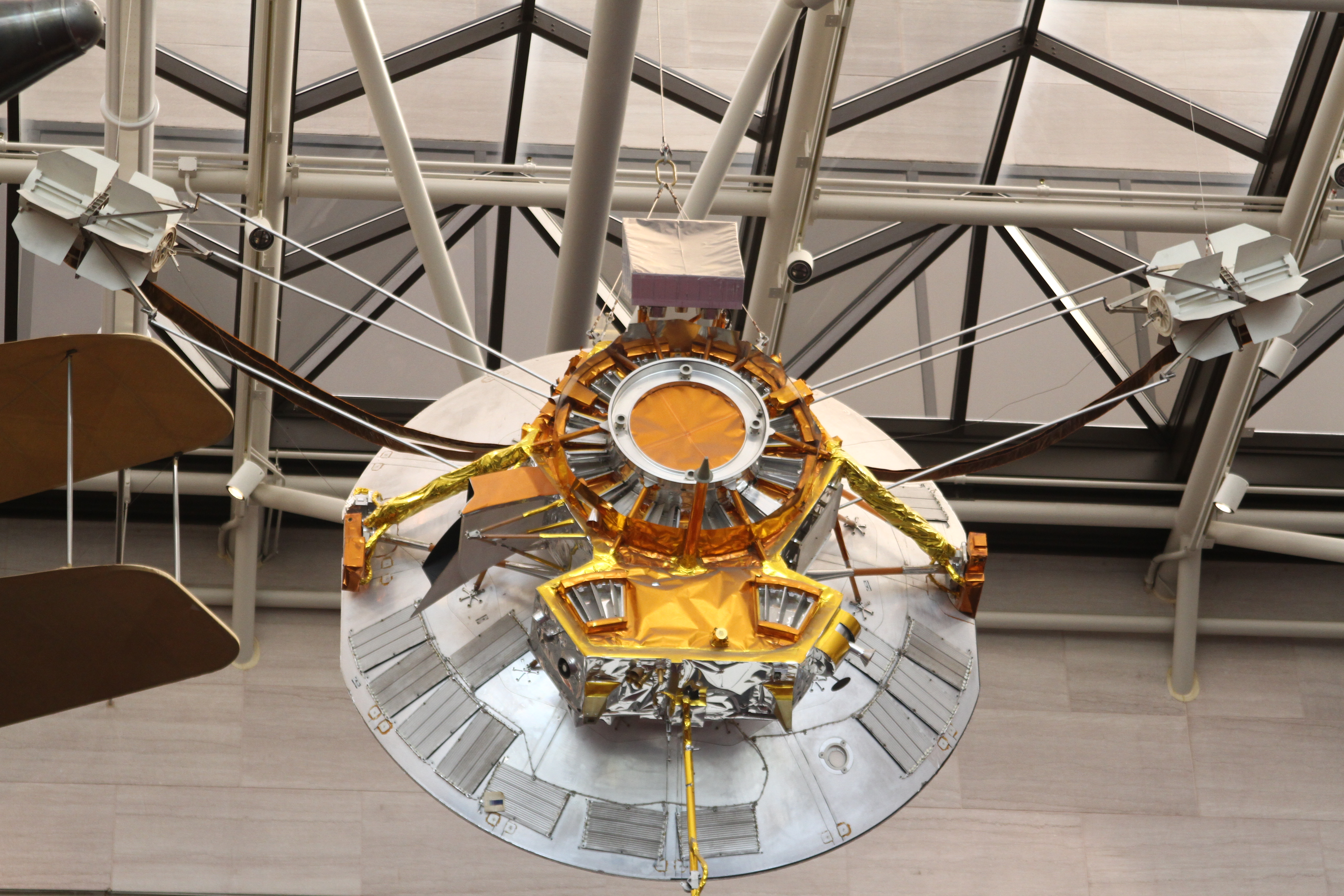
A Pioneer H, em exibição no National Air and Space Museum, foi uma sonda cancelada para estudar o Sol

### Detecção por sonda espacial
A distância precisa e a forma da heliopausa ainda são incertas. Sondas interplanetárias/estelares como Pioneer 10, Pioneer 11 e New Horizons estão viajando para fora através do Sistema Solar e eventualmente passarão pela heliopausa. O contato com a Pioneer 10 e 11 foi perdido.

#### Resultados daCassini-Huygens
Ao invés de uma forma de cometa, a heliosfera parece ser em forma de bolha de acordo com dados da Ion and Neutral Camera (MIMI/INCA) da Cassini-Huygens. Em vez de serem dominados pelas colisões entre o vento solar e o meio interestelar, os mapas do INCA (ENA) sugerem que a interação é mais controlada pela pressão das partículas e densidade de energia do campo magnético.

#### Resultados do IBEX

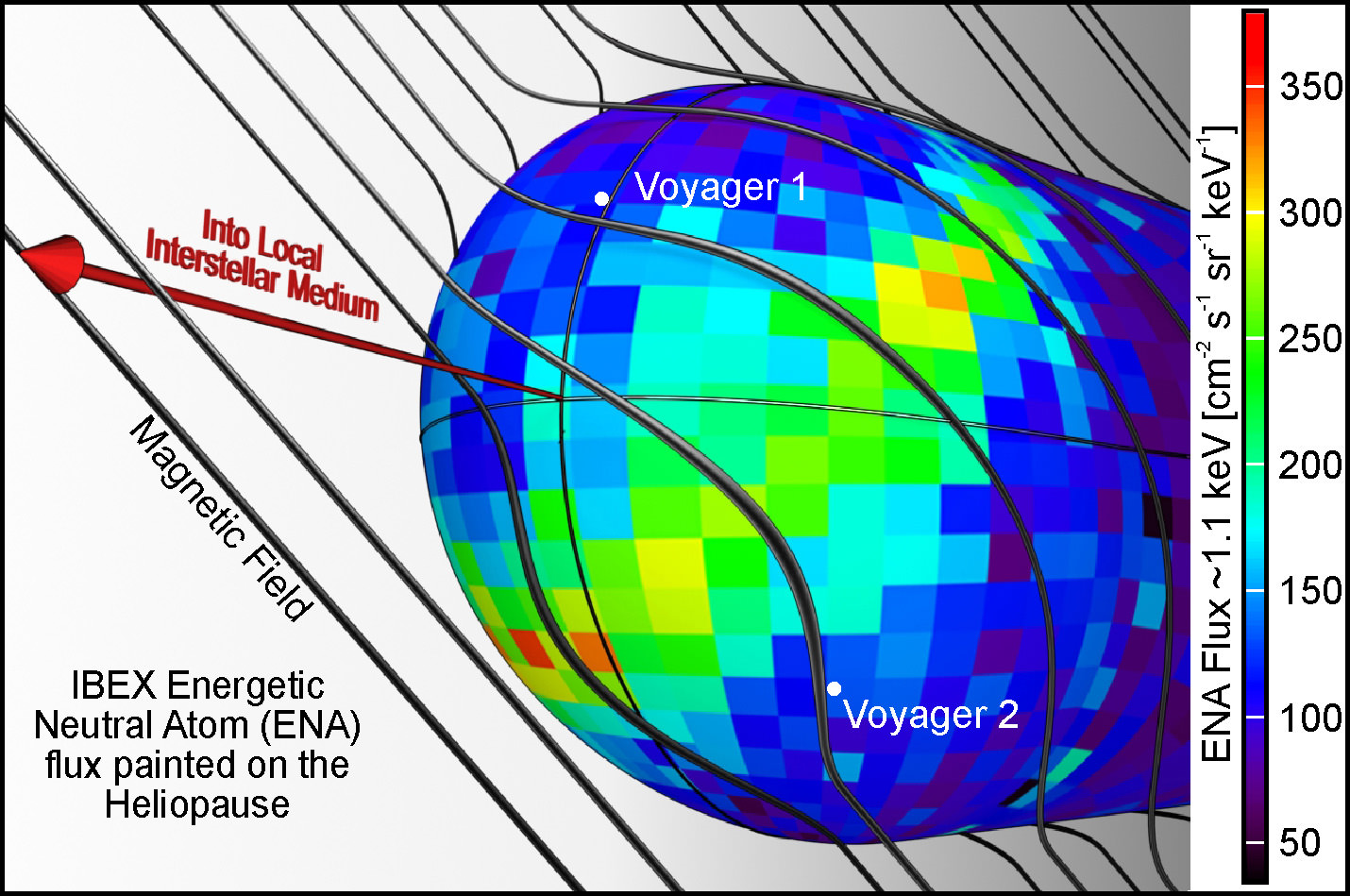
Mapa da heliosfera de acordo com o IBEX

Os dados iniciais do Interstellar Boundary Explorer (IBEX), lançado em outubro de 2008, revelaram uma anteriormente imprevista "fita muito estreita que é duas a três vezes mais brilhante do que qualquer outra coisa no céu". As interpretações iniciais sugerem que "o ambiente interestelar tem muito mais influência na estruturação da heliosfera do que se acreditava anteriormente" "Ninguém sabe o que está criando a fita ENA (átomos neutros energéticos), ..."
"Os resultados do IBEX são realmente notáveis! O que estamos vendo nesses mapas não coincide com nenhum dos modelos teóricos anteriores dessa região. Será emocionante para os cientistas revisar esses mapas (ENA) e revisar a maneira como entendemos nossa heliosfera e como ela interage com a galáxia". Em outubro de 2010, mudanças significativas foram detectadas na fita após 6 meses, com base no segundo conjunto de observações do IBEX. Os dados do IBEX não suportam a existência de um choque em arco, mas pode haver uma 'onda de arco' de acordo com um estudo.

### Localmente

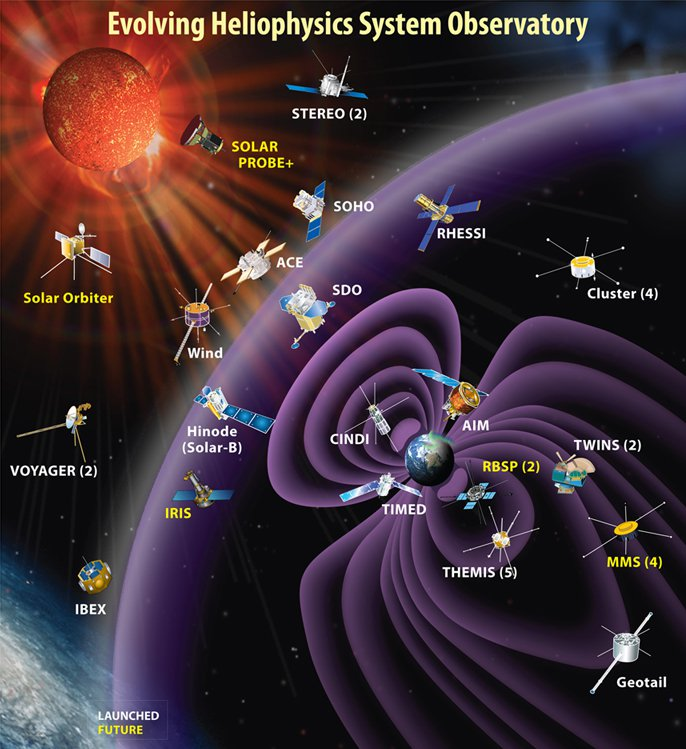
Visão geral da heliofísica por volta de 2011

Exemplos de missões que coletaram ou continuam coletando dados relacionados à heliosfera incluem:
- Solar Anomalous and Magnetospheric Particle Explorer
- Solar and Heliospheric Observatory
- Solar Dynamics Observatory
- STEREO
- Sonda espacial Ulysses
- Parker Solar Probe

Durante um eclipse total, a coroa de alta temperatura pode ser mais facilmente observada a partir dos observatórios solares da Terra. Durante o programa Apollo, o vento solar foi medido na Lua através do Solar Wind Composition Experiment. Alguns exemplos de observatórios solares baseados na superfície da Terra incluem o Telescópio Solar McMath-Pierce ou o mais recente Telescópio Solar GREGOR e o remodelado Observatório Solar Big Bear.

## Histórico de exploração

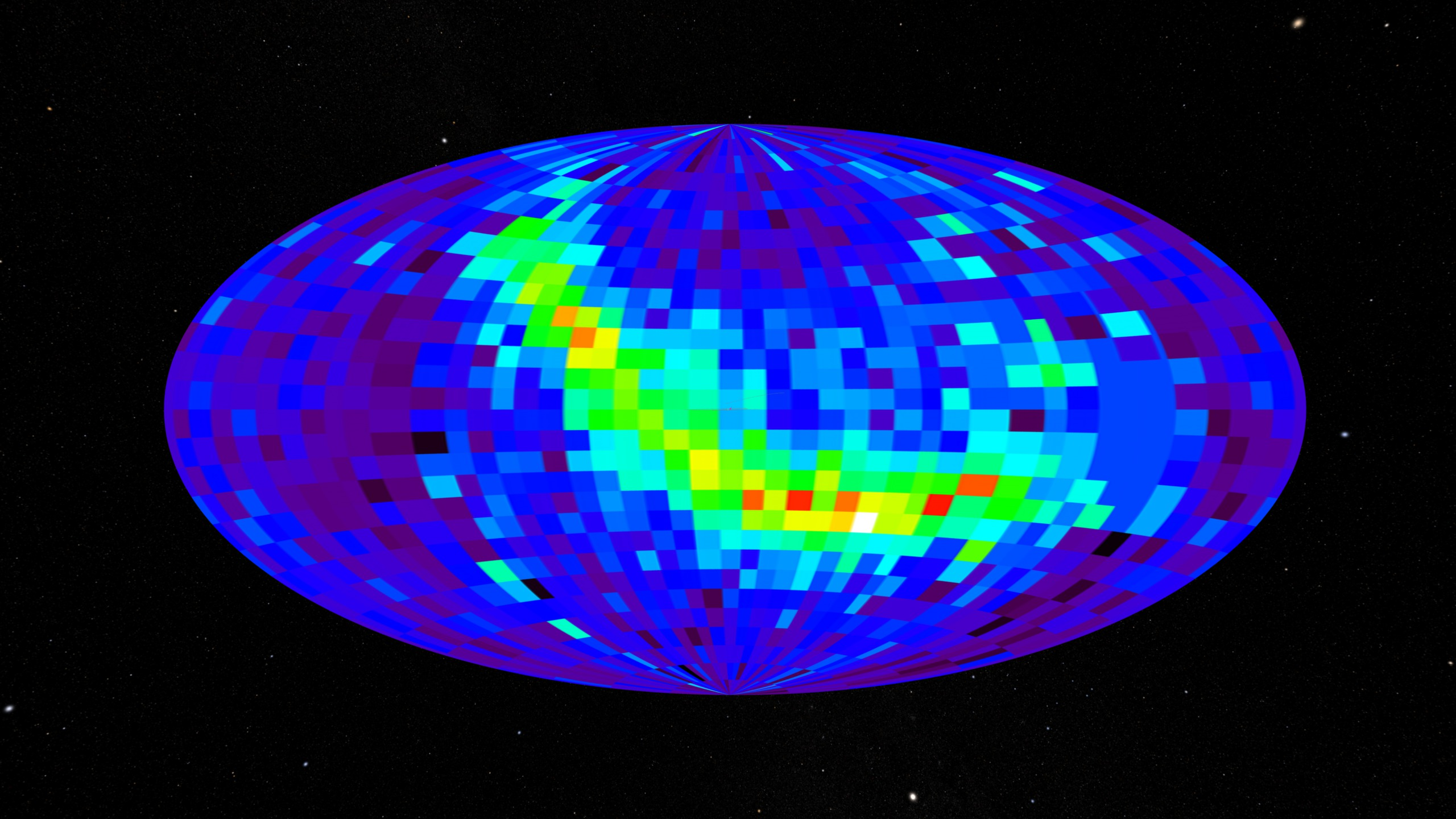
Mapa de átomos neutros energéticos por IBEX. Crédito: NASA / Goddard Space Flight Center Scientific Visualization Studio

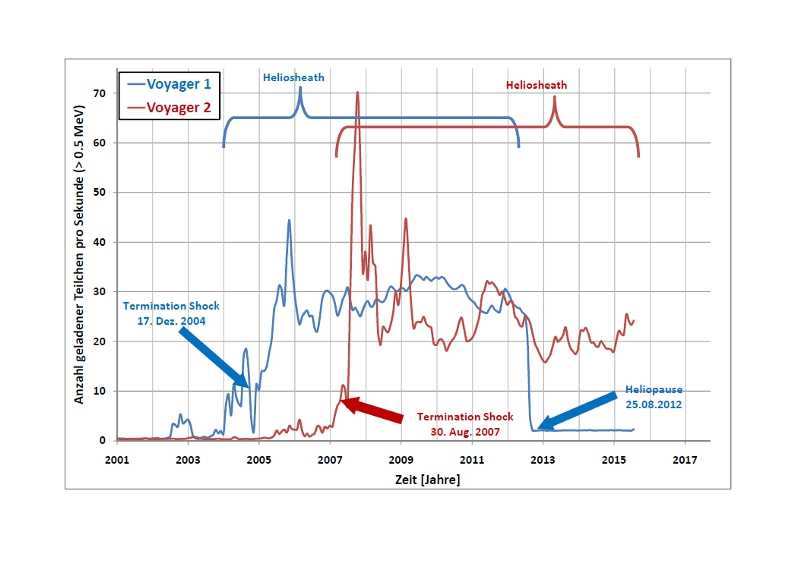
Gráficos das detecções da camada de hélio pelas Voyager 1 e Voyager 2. Desde então, a Voyager 2 cruzou a heliopausa para o espaço interestelar

Voyager 1 e Voyager 2, velocidade e distância do Sol

A heliosfera é a área sob a influência do Sol; os dois componentes principais para determinar sua borda são o campo magnético heliosférico e o vento solar do Sol. Três seções principais desde o início da heliosfera até sua borda são o choque de terminação, a camada de hélio e a heliopausa. Cinco sondas espaciais retornaram muitos dos dados sobre seus alcances mais distantes, incluindo Pioneer 10 (1972-1997; dados para 67 UA), Pioneer 11 (1973-1995; 44 UA), Voyager 1 e Voyager 2 (lançado em 1977, em andamento), e New Horizons (lançado em 2006). Também foi observado que um tipo de partícula chamada átomo neutro energético (ENA) foi produzido a partir de suas bordas.
Com exceção de regiões próximas a obstáculos como planetas ou cometas, a heliosfera é dominada por material que emana do Sol, embora raios cósmicos, átomos neutros em movimento rápido e poeira cósmica possam penetrar na heliosfera de fora. Originando-se na superfície extremamente quente da coroa, as partículas do vento solar atingem a velocidade de escape, fluindo para fora a 300 a 800 km/s (1 a 2.9 milhões de km/h). À medida que começa a interagir com o meio interestelar, sua velocidade diminui até parar. O ponto onde o vento solar se torna mais lento que a velocidade do som é chamado de choque de terminação; o vento solar continua a desacelerar à medida que passa pela camada de hélio levando a um limite chamado heliopausa, onde as pressões do meio interestelar e do vento solar se equilibram. O choque de terminação foi atravessado pela Voyager 1 em 2004, e pela Voyager 2 em 2007.
Pensava-se que além da heliopausa havia um choque em arco, mas os dados do Interstellar Boundary Explorer sugeriram que a velocidade do Sol através do meio interestelar é muito baixa para se formar. Pode ser uma "onda em arco" mais suave.
Os dados da Voyager levaram a uma nova teoria de que a camada de hélio tem "bolhas magnéticas" e uma zona de estagnação. Também houve relatos de uma "região de estagnação" dentro da camada de hélio, começando por volta de 113 UA (1.69×1010 km), detectada pela Voyager 1 em 2010. Lá, a velocidade do vento solar cai para zero, a intensidade do campo magnético dobra e os elétrons de alta energia da galáxia aumentam 100 vezes.
Começando em maio de 2012 a 120 UA (1.8×1010 km), a Voyager 1 detectou um aumento repentino nos raios cósmicos, uma aparente assinatura da aproximação da heliopausa. No verão de 2013, a NASA anunciou que a Voyager 1 havia alcançado o espaço interestelar em 25 de agosto de 2012.
Em dezembro de 2012, a NASA anunciou que no final de agosto de 2012, a Voyager 1, a cerca de 122 UA (1.83×1010 km) do Sol, entraram em uma nova região que chamaram de "rodovia magnética", uma área ainda sob a influência do Sol, mas com algumas diferenças dramáticas.
A Pioneer 10 foi lançado em março de 1972 e em 10 horas passou pela Lua; nos próximos 35 anos ou mais, a missão seria a primeira a sair, estabelecendo muitas descobertas sobre a natureza da heliosfera, bem como o impacto de Júpiter sobre ela. A Pioneer 10 foi a primeira sonda espacial a detectar íons de sódio e alumínio no vento solar, bem como hélio no Sistema Solar interno. Em novembro de 1972, a Pioneer 10 encontrou a enorme magnetosfera de Júpiter (em comparação com a Terra), e entraria e sairia dela e da heliosfera 17 vezes mapeando sua interação com o vento solar. A Pioneer 10 retornou dados científicos até março de 1997, incluindo dados sobre o vento solar de cerca de 67 UA. Também foi contatado em 2003, quando estava a uma distância de 12.2 bilhões de km da Terra (82 UA), mas nenhum dado de instrumento sobre o vento solar foi retornado na época.
A Voyager 1 superou a distância radial do Sol da Pioneer 10 em 69.4 UA em 17 de fevereiro de 1998, porque estava viajando mais rápido, ganhando cerca de 1.02 UA por ano. Em 2023, a Voyager 2 ultrapassará a Pioneer 10 como o segundo objeto feito pelo homem mais distante do Sol. A Pioneer 11, lançado um ano após a Pioneer 10, levou dados semelhantes aos da Pioneer para 44.7 UA em 1995, quando a missão foi concluída. A Pioneer 11 tinha um conjunto de instrumentos semelhante ao da Pioneer 10, mas também tinha um magnetômetro de fluxo. As sondas Pioneer e Voyager estavam em trajetórias diferentes e, portanto, registraram dados sobre a heliosfera em diferentes direções gerais longe do Sol. Dados obtidos das sondas Pioneer e Voyager ajudaram a corroborar a detecção de uma parede de hidrogênio.
A Voyager 1 e 2 foi lançada em 1977 e operava continuamente para pelo menos no final de 2010, e encontrou vários aspectos da heliosfera passando por Plutão. Em 2012, acredita-se que a Voyager 1 tenha passado pela heliopausa, e a Voyager 2 fez o mesmo em 2018.
As Voyagers gêmeas são os únicos objetos feitos pelo homem que entraram no espaço interestelar. No entanto, embora tenham deixado a heliosfera, ainda não deixaram o limite do Sistema Solar, que é considerado a borda externa da Nuvem de Oort. Ao passar pela heliopausa, o Plasma Science Experiment (PLS) da Voyager 2 observou um declínio acentuado na velocidade das partículas do vento solar em 5 de novembro e não houve sinal disso desde então. Os três outros instrumentos a bordo que medem raios cósmicos, partículas de baixa energia e campos magnéticos também registraram a transição. As observações complementam os dados da missão IBEX da NASA. A NASA também está preparando uma missão adicional, Interstellar Mapping and Acceleration Probe (IMAP), que deve ser lançada em 2024 para capitalizar as observações da Voyager.

## Linha do tempo de exploração e detecção
- 1904: O Potsdam Great Refractor com um espectrógrafo detecta o meio interestelar.[74] A estrela binária Mintaka em Orion está determinada a ter o elemento cálcio no espaço intermediário.[74]
- Janeiro de 1959: Luna 1 torna-se a primeira sonda a observar o vento solar.[75]
- 1962: Mariner 2 detecta o vento solar.[76]
- 1972–1973: A Pioneer 10 torna-se a primeira sonda a explorar a heliosfera além de Marte, passando por Júpiter em 4 de dezembro de 1973 e continuando a enviar dados do vento solar a uma distância de 67 UA.[67]
- Fevereiro de 1992: Depois de passar por Júpiter, a sonda Ulysses torna-se a primeira a explorar as latitudes médias e altas da heliosfera.[77]
- 1992: As sondas Pioneer e Voyager detectaram radiação Ly-α ressonantemente espalhada por hidrogênio heliosférico.[70]
- 2004: A Voyager 1 torna-se a primeira sonda a atingir o choque de terminação.[33]
- 2005: As observações SOHO do vento solar mostram que a forma da heliosfera não é axissimétrica, mas distorcida, muito provavelmente sob o efeito do campo magnético galáctico local.[78]
- 2009: Os cientistas do projeto IBEX descobrem e mapeiam uma região em forma de fita de intensa emissão átomos energéticos neutros. Acredita-se que esses átomos neutros sejam originários da heliopausa.[13]
- Outubro de 2009: a heliosfera pode ter forma de bolha, não de cometa.[12]
- Outubro de 2010: mudanças significativas foram detectadas na fita após 6 meses, com base no segundo conjunto de observações do IBEX.[61]
- Maio de 2012: os dados do IBEX indicam que provavelmente não há um "choque" de proa.[15]
- Junho de 2012: Em 119 UA, a Voyager 1 detectou um aumento nos raios cósmicos.[34]
- 25 de agosto de 2012: a Voyager 1 cruza a heliopausa, tornando-se o primeiro objeto feito pelo homem a deixar a heliosfera.[3]
- Agosto de 2018: estudos de longo prazo sobre a parede de hidrogênio pela sonda New Horizons confirmaram os resultados detectados pela primeira vez em 1992 pelas duas sondas Voyager.[52][53]
- 5 de novembro de 2018: a Voyager 2 cruza a heliopausa, deixando a heliosfera.[4]